# Victoriano Aguilera Contreras
Victoriano Aguilera Contreras (Madrid, 1888-Córdoba, 1968) fue un periodista español.

## Biografía
Nacido en Madrid en 1888,desde temprana edad se dedicaría al periodismo. Redactor del diario católico El Defensor de Córdoba, entre 1903 y 1938, con posterioridad también sería redactor del diario falangista Azul, entre 1938 y 1941, y del diario Córdoba, entre 1941 y 1968. En 1945 fue designado miembro de la junta directiva de la Asociación de la Prensa de Córdoba, ostentando el cargo de tesorero. También colaboraría con la edición provincial de la Hoja del Lunes.
Fue además corresponsal de la agencia Mencheta en Córdoba. Falleció en la capital cordobesa en 1968.